# Zbigniew Włodarek
Zbigniew Florian Włodarek (ur. 3 maja 1948 w Iwanowicach) – polski samorządowiec, w latach 1998–2002 prezydent Kalisza.

## Życiorys
Uzyskał wykształcenie wyższe. Zaangażował się w działalność Sojuszu Lewicy Demokratycznej. Był przewodniczącym rady miasta w latach 1994–1998. Następnie do 2002 przez jedną kadencję sprawował urząd prezydenta Kalisza. W wyborach w 2002 bez powodzenia ubiegał się o reelekcję z ramienia SLD-UP, przegrywając w drugiej turze z Januszem Pęcherzem. Został jednocześnie po raz kolejny radnym miejskim i przewodniczącym rady miasta IV kadencji. Zatrudniony w przedsiębiorstwach koncernu energetycznego Energa. W 2006 wystartował bez powodzenia na radnego. Do rady miasta powrócił w następnej kadencji, uzyskując mandat w wyborach w 2010 i utrzymując go również w 2014 i 2018. Nie został ponownie wybrany w 2024.

## Odznaczenia
- Krzyż Kawalerski Orderu Odrodzenia Polski[8]